# ابوالفرج اصفهانی
علی بن حسین بن محمد اموی قرشی مشهور به ابو الفرج اصفهانی (زاده ۲۸۴ ه‍.ق – درگذشته۱۴ ذیحجه ۳۵۶ه‍.ق)، محدث و مورخ و ادیب و شاعر و موسیقی‌شناس از اعقاب مروان حمار، آخرین خلیفه اموی بود. خاندانش در اصفهان ساکن و بعضی از آنها محدث و عالم بودند و مذهب تشیع داشتند. او در عهد المعتضد (۲۴۲–۲۸۹ ق) در اصفهان متولد شد.
در کودکی به بغداد رفت و در آنجا به تحصیل پرداخت. از عنفوان جوانی به جمع اخبار ادبا و موسیقی دانان و استماع اخبار نادر تاریخی و ضبط احادیث و اشعار و ترانه‌ها شوق داشت. نبوغ و پشتکار و قریحه وی سبب شد به زودی در جهان اسلام مشهور گردد و مورد تشویق آل بویه در ری و بغداد و آل حمدان در شام و امویان در اندلس واقع شود. مهلبی وزیر معزالدوله او را به بغداد خواند و مشاور ندیم خاص او شد و تا آخر عمر آن وزیر از وی جدا نگشت.

## شخصیت
ابوالفرجی که در اغانی و کتابهای دیگر آن روزگار باز شناخته می‌شود، به هیچ روی به آن جوان جدی مؤمن مبارزی که مقاتل الطالبین را می‌نگاشت، شباهت ندارد. او مردی ژنده‌پوش است؛ کفشش را هرگز نو نمی‌کند؛ جامه‌اش را نمی‌شوید و به خوراک آزمند است.

## مذهب
برخی او و خاندانش را متمایل به مذهب شیعه معرفی کرده‌اند. او در آثار و اشعار خویش اظهار تشیع نموده‌است؛ ولی علامه حلی و بعضی علمای امامیه او را شیعه زیدی مذهب دانسته‌اند و نیز گفته‌اند که آثارش مورد اعتماد نیست چراکه دشمن اهل البیت بوده و داستان‌هایی اشتباه برای اختلال در تاریخ شیعه نقل کرده‌است.

## شاگردان
ابو الفرج بی‌گمان شاگردان بسیار داشته، اما گویی کار تدریس پیشه او نبوده‌است با اینهمه گاه کسانی را می‌بینیم که در محضر او کتاب معینی را خوانده‌اند نظیر شیخی اندلسی به نام ابو زکریا یحیی یا ابو الحسین ابن دینار و نیز علی بن ابراهیم دهکی.

## درگذشت
یکی از شاگردان وی به نام ابن ابی الفوارس وفات وی را در ۱۴ ذیحجه سال ۳۵۶ ق ذکر کرده‌است. وی در سالهای آخر عمر دچار فلج و اختلال حواس بود و سرانجام در بغداد در کنار رود دجله بدرود زندگی گفت.

## آثار
مجموعه آثار وی به ۲۸ کتاب بالغ می‌شود که از آنها تنها ۳ کتاب در دست است.
الاغانی، مقاتل الطالبیین و اخبارهم که در سال ۳۱۳ ق تألیف شده در شرح احوال ۲۱۶ تن از اولاد ابو طالب، و کتاب ادب الغرباء یا آداب الغرباء یا أدباء الغرباء.